# Kool
A Kool (estilizada como KOOL) é uma empresa dos Estados Unidos do ramo de tabaco fundada em 1933, atualmente é subsidiária da Imperial Brands e comercializa cigarros de mentol.